# Pingasa alboapicata
Pingasa alboapicata är en fjärilsart som beskrevs av Sterneck 1927. Pingasa alboapicata ingår i släktet Pingasa och familjen mätare. Inga underarter finns listade i Catalogue of Life.